# Saulx-Marchais
Saulx-Marchais is een gemeente in het Franse departement Yvelines (regio Île-de-France) en telt 600 inwoners (1999). De plaats maakt deel uit van het arrondissement Rambouillet.

## Geografie
De oppervlakte van Saulx-Marchais bedraagt 2,1 km², de bevolkingsdichtheid is 285,7 inwoners per km².
De onderstaande kaart toont de ligging van Saulx-Marchais met de belangrijkste infrastructuur en aangrenzende gemeenten.

## Demografie
Onderstaande figuur toont het verloop van het inwonertal (bron: INSEE-tellingen).